# Бразильці
Брази́льці (порт. Brasileiros) — одна з найчисленніших націй світу, що складає основне населення Бразилії.

## Історія
Бразильська нація склалася в загальних рисах під час колоніальної діяльності Португалії в Південній Америці (1500—1822), тому бразильці є найбільшою окремо взятою складовою латиноамериканської культури і найбільшим неороманським народом. Домінуючою, а з середини XX ст. практично єдиною мовою бразильців є португальська мова. Останнім часом значні групи бразильців емігрували в інші країни світу, в першу чергу в США, Канаду, Велику Британію, Португалію, Іспанію та інші.
Бразильці сформувались у результаті змішування населення, що прийшло XVI—XX ст. (головним чином португальців) з аборигенами-індіанцями (групи племен тупі, гуарані, же тощо) і з вивезеними в XVI-XIX ст. з Африки невільниками (йоруба, банту, еве, ашанті, хауса та ін). До кінця XVII ст., через крайню нечисленність жінок португальського походження, більшість населення мало змішане походження від шлюбів португальських чоловіків із місцевими жінками, в основному з народності тупи. Із середини XIX століття до Бразилії переселились також групи італійців, іспанців, поляків та інших, а в XX ст. — японців, китайців, які поступово асимілювались. У культурі сучасних бразильців на півночі країни зберігається багато елементів індіанської культури, на північному сході — африканської, на півдні домінують європейські елементи. В антропологічному відношенні бразильці належать до різноманітних, у значній частині змішаних расових типів: метиси, мулати тощо. На півночі переважають негроїдні елементи, на півдні — переважно європеоїдні.

## Расова класифікація бразильців
Сучасний уряд Бразилії традиційно класифікує населення країни за кольором шкіри/раси. При перепису населення виділяються такі расові групи:
- Білі (Білі бразильці) 49,7 % (94 млн чол.)
  - Всередині білих бразильців виділяються значною мірою змішані європейські етнічні групи в Бразилії, що утворилися в результаті масової імміграції до Бразилії європейців в кінці XIX-поч. ХХ ст:

Близько 80% бразильців мають європейське походження (2010 р.)
- -     - португальці — Португальці в Бразилії
    - італійці — Італійці в Бразилії
    - німці — Німці в Бразилії
    - іспанці — Іспанці в Бразилії
    - поляки — Поляки в Бразилії
    - українці — Українці в Бразилії
- Негри (Афро-бразильці) 6,7 %
- Кольорові (парду, також кабокло, метиси, мулати, самбо та ін) 42,3 %

Численні кольорові групи та підгрупи (до 200 найменувань відтінків шкіри) виникли в Бразилії за більш ніж 500 років офіційної політики інтенсивного расового відбілювання — заохочення процесу інтенсивного змішування негритянського населення з білими з метою "відбілювання його фенотипу (зовнішності) і наближення до європейських ідеалів. Найбільш широко поширення ідеї «відбілювання» отримали в Латинській Америки і особливо в Бразилії.
- Азіати, що мають в основному японське походження (Азіати в Бразилії) 0,7 %
  - Японці в Бразилії
- Індіанці (Індіанці в Бразилії) 0,6 %